# Rio Colbu (Bistriţa)
O Rio Colbu (Bistriţa) é um rio da Romênia, afluente do Bistriţa, localizado no distrito de Suceava.